# LEF (tidskrift)

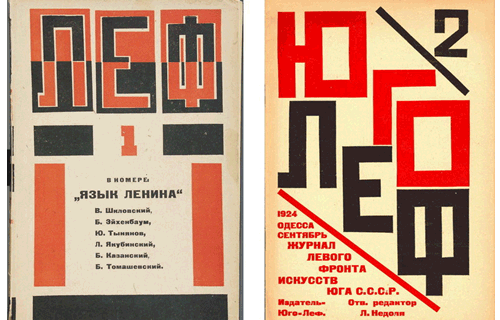
Två nummer av tidskriften LEF, med omslag av Aleksandr Rodtjenko.

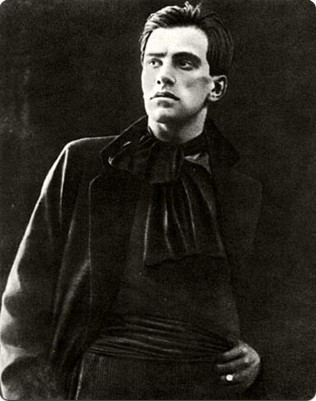
Vladimir Majakovskij, en av de ledande gestalterna inom Konstens vänsterfront.

LEF (ryska: ЛЕФ) var en kulturtidskrift utgiven i Sovjetunionen 1923–1925. Tidskriften återuppstod 1927–1929, då som Novyj LEF (ryska: Новый ЛЕФ).
Tidskriften LEF utgavs av Konstens vänsterfront (ryska: Левый фронт искусств, Levyj front iskusstva), en radikal sammanslutning bestående av bildkonstnärer, filmskapare, författare och skribenter tillhörande skilda riktningar inom det ryska avantgardet som förenades av en vilja att skapa en ny, djärv estetik efter oktoberrevolutionen 1917. Aktörerna kring tidskriften ville röra sig bortom det individualistiska inom konsten, som man förknippade med det förrevolutionära samhället, och istället skapa en konst som fokuserade på massorna och dess roll i det socialistiska samhällsbygget.
Redaktörer för LEF var den futuristiske poeten Vladimir Majakovskij och skribenten Osip Brik; omslagen formgavs av den konstruktivistiske bildkonstnären Aleksandr Rodtjenko. Gruppen och tidskriften fick ett stort kulturpolitiskt inflytande i Sovjetunionen under 1920-talet, men kom tids nog att skära sig mot bolsjevikpartiets mer traditionella kultursyn och den socialistiska realismen.

## Medarbetare iLEFochNovyj LEF(urval)
- Nikolaj Asejev
- Isaak Babel
- Lilja Brik
- Osip Brik
- Sergej Eisenstein
- Vladimir Majakovskij
- Vsevolod Meyerhold
- Boris Pasternak
- Aleksandr Rodtjenko
- Viktor Sjklovskij
- Varvara Stepanova
- Dziga Vertov